# Революціонер (фільм)
«Революціонер» (гінді बाग़ी, дослівний переклад: «Доля» / «Революціонер») — індійська мелодрама, що вийшла у прокат 11 грудня 1990 року.

## Сюжет
Студент коледжу Сааджан (Салман Хан) потрапляє разом із друзями в бордель, де знайомиться з дівчиною своєї мрії Каджал. Дівчина виявляється невинною жертвою власника борделю Дханраджа і вимушена працювати на нього. Закоханий Сааджан отримує дозвіл провести з Каджал один день за межами борделю, але коли час закінчується, він відмовляється відвести її назад і пропонує їй стати його дружиною. Але батько Сааджана відмовляється прийняти таку невістку, оскільки мріє, щоби його син став офіцером. Дханрадж також проти їхнього весілля, позаяк боїться втратити усіх дівчат, які працюють на нього. Сааджану прийдеться боротися за своє кохання.

## Цікаві факти
- Ідея фільму належить Салману Хану.
- Пісня Tap Tap Tapori була додана у фільм вже після кінця фільмування й оголошення дати виходу.